# Шербенешть (Штефенешть, Вилча)
Шербенешть, Шербенешті (рум. Șerbănești) — село у повіті Вилча в Румунії. Входить до складу комуни Штефенешть.
Село розташоване на відстані 148 км на захід від Бухареста, 58 км на південь від Римніку-Вилчі, 44 км на північний схід від Крайови.

## Населення
За даними перепису населення 2002 року у селі проживала 941 особа. Усі жителі села рідною мовою назвали румунську.
Національний склад населення села:
| Національність | Кількість осіб | Відсоток |
| -------------- | -------------- | -------- |
| румуни         | 935            | 99,4%    |
| цигани         | 6              | 0,6%     |